# Red Sox de Pawtucket
Les Pawtucket Red Sox sont une équipe de ligue mineure de baseball basée à Pawtucket (Rhode Island). Affiliés à la formation de MLB des Boston Red Sox, les PawSox jouent au niveau Triple-A en International League. Cette équipe fut formée en 1973 à la suite du transfert des Colonels de Louisville à Pawtucket. L'équipe évolue au McCoy Stadium (10 031 places). À ne pas confondre cette formation avec l'équipe homonyme de double-A qui joua de 1970 à 1972 avant d'être transférée à Bristol (Connecticut).

## Histoire
Les Colonels de Louisville sont transférés à Pawtucket à la fin de la saison 1972 à la suite de la volonté du propriétaire du stade de Louisville de reconvertir ce dernier en stade de football américain. 
Dès leurs débuts à Pawtucket, les Red Sox remportent la Governor's Cup en s'imposant en finale face aux Charlies de Charleston.
En 1976, l'équipe évolua sous le nom des Red Sox du Rhode Island.
Les PawSox disputèrent à domicile le plus long match de l'histoire du baseball professionnel. Le 18 avril 1981 face aux Red Wings de Rochester, la rencontre fut interrompue à 4 heures du matin après 32 manches sans vainqueur. Le match fut terminé le 23 juin 1981, et en 33e manche, les PawSox s'imposèrent.
En 2020, le club arrête ses opérations et déménage à Worcester.
| Equipes   | 1 | 2 | 3 | 4 | 5 | 6 | 7 | 8 | 9 | 10 | 11 | 12 | 13 | 14 | 15 | 16 | 17 | 18 | 19 | 20 | 21 | 22 | 23 | 24 | 25 | 26 | 27 | 28 | 29 | 30 | 31 | 32 | 33 | R | H  | E |
| --------- | - | - | - | - | - | - | - | - | - | -- | -- | -- | -- | -- | -- | -- | -- | -- | -- | -- | -- | -- | -- | -- | -- | -- | -- | -- | -- | -- | -- | -- | -- | - | -- | - |
| Rochester | 0 | 0 | 0 | 0 | 0 | 0 | 1 | 0 | 0 | 0  | 0  | 0  | 0  | 0  | 0  | 0  | 0  | 0  | 0  | 0  | 1  | 0  | 0  | 0  | 0  | 0  | 0  | 0  | 0  | 0  | 0  | 0  | 0  | 2 | 18 | 3 |
| Pawtucket | 0 | 0 | 0 | 0 | 0 | 0 | 0 | 0 | 1 | 0  | 0  | 0  | 0  | 0  | 0  | 0  | 0  | 0  | 0  | 0  | 1  | 0  | 0  | 0  | 0  | 0  | 0  | 0  | 0  | 0  | 0  | 0  | 1  | 3 | 21 | 1 |

## Palmarès
- Champion de l'International League : 1973 et 1984
- Vice-champion de l'International League : 1977, 1978, 1991 et 2003